# Gerson Pozo
Gerson Pozo (* 6. Mai 2003 in Camarma de Esteruelas) ist ein spanischer Sprinter, der sich auf die 400-Meter-Distanz spezialisiert hat.

## Sportliche Laufbahn
Erste internationale Erfahrungen sammelte Gerson Pozo im Jahr 2019, als er bei den U20-Europameisterschaften in Borås der spanischen 4-mal-400-Meter-Staffel zum Finaleinzug verhalf und damit zum Gewinn der Bronzemedaille beitrug. 2021 startete er bei den U20-Europameisterschaften in Tallinn über 400 Meter und schied dort mit 48,39 s im Halbfinale aus. Im Herbst begann er ein Studium an der Southeastern Louisiana University in den Vereinigten Staaten und im Jahr darauf belegte er bei den Weltmeisterschaften in Cali in 3:06,91 min den vierten Platz mit der Staffel. Bei den World Athletics Relays 2025 in Guangzhou kam er in der 4-mal-400-Meter-Staffel zum Einsatz und im Juli belegte er bei den U23-Europameisterschaften in Bergen in 46,53 s den achten Platz über 400 Meter. Zudem siegte er mit der Staffel mit neuem U23-Europarekord von 3:02,02 min.
2021 wurde Pozo spanischer Meister in der 4-mal-400-Meter-Staffel. 

## Persönliche Bestleistungen
- 400 Meter: 45,75 s, 6. Juli 2025 in Badajoz
  - 400 Meter (Halle): 46,29 s, 22. Februar 2025 in Madrid